# 阿爾迪亞島
69°13′S 68°30′W / 69.217°S 68.500°W
阿爾迪亞島（英語：Aldea Island）是南極洲的島嶼，位於葛拉漢地的法利埃海岸，屬於巴格群島的一部分，在1947年由智利探險隊命名，現時由南極條約體系管理。